# Albert Tullgren

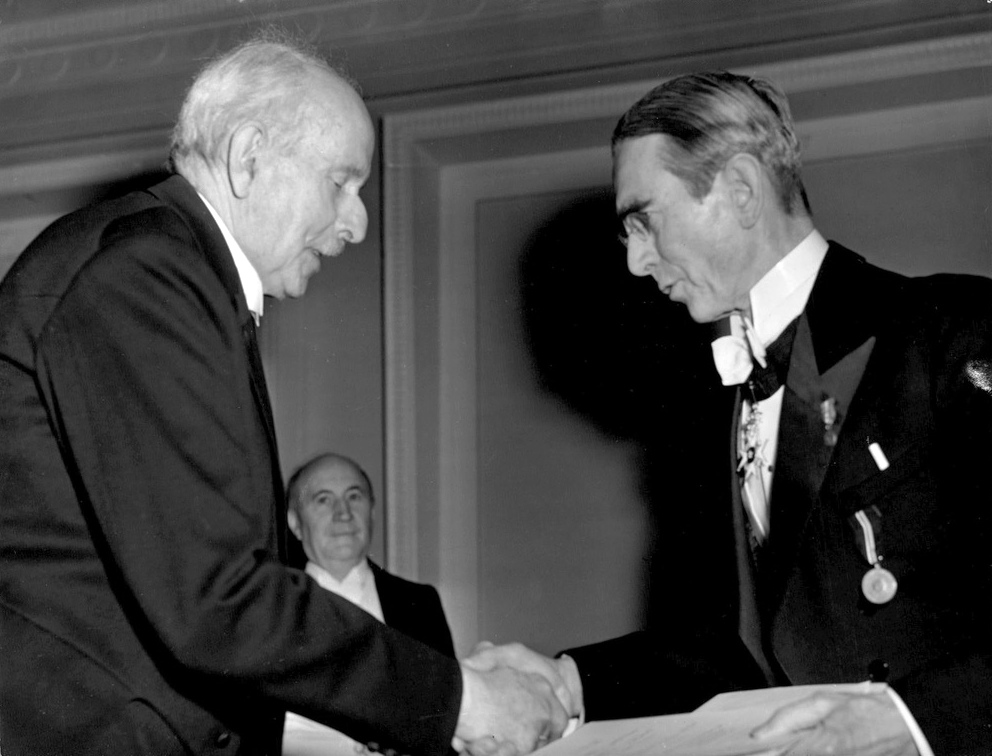
Albert Tullgren (izquierda) y Gerhard Lindblom

Hugo Albert Tullgren (7 de septiembre de 1874, Estocolmo-1 de julio de 1958) fue un entomólogo y aracnólogo sueco.
En 1899 recibió su licenciatura en la Universidad de Uppsala, luego desde 1902 trabajó como asistente en el Instituto Entomológico Nacional. Desde 1907 estuvo asociado con el departamento de entomología del Centralanstalten för försöksväsendet på jordbruksområdet (Instituto Central de Agricultura Experimental), del cual se convirtió en profesor en 1913.
El género de araña saltadora Tullgrenella fue nombrado en su honor por Cândido Firmino de Mello-Leitão. El «embudo de Tullgren» del mismo nombre es un embudo Berlese modificado, un dispositivo utilizado para extraer pequeños insectos y artrópodos de muestras de suelo.

## Obras seleccionadas
- "On the spiders collected in Florida by Dr. Einar Lönnberg, 1892-93" (en inglés, 1901).
- "Spiders collected in the Aysen Valley in South-Chile by P. Dusén" (en inglés, 1902).
- "On some species of the genus Scolia (s.1.) from the East-Indies collected by Carl Aurivillius" (en inglés, 1904).
- Einge Chelonethiden aus Java, 1905 – Chelonethida de Java.
- "Aranedia from the Swedish expedition through the Gran Chaco and the Cordilleras" (en inglés, 1905).
- Zur kenntnis schwedischer coniopterygiden, 1906 – On Coniopterygidae.
- Zur Kenntnis aussereuropäischer Chelonethiden des Natürhistorischen Museums in Hamburg, 1907 – Non-European Chelonethida at the Natural History Museum in Hamburg.
- Skadeinsekter i trädgården och på fältet, en kortfattad handbok för trädgårdsodlare och landtmän, 1908 – Insect pests in the garden and field.
- Aphidologische studien, 1909 – Aphidology studies.
- Trädgårdsväxternas fiender och vänner bland de lägre djuren, 1915.
- Vȧra insekter sȧsom sjukdomsspridare; pȧ uppdrag av Kungl. Medicinalstyrelsen, 1918.
- Apelmärgmalen (Blastodacna putripennella Hell) : ett i vårt land föga beaktat, men tvivelsutan viktigt skadedjur, 1918.
- Svenska insekter, en orienterande handbok vid studiet av vårt lands insektfauna, 1920. – Swedish insects, an introductory guide to the study of our country's insect fauna.
- Svenska fjärilar : systematisk bearbetning av sveriges storfjärilar, Macrolepidoptera (with Frithiof Nordström and Einar Wahlgren, 1934) – Swedish butterflies; systematic processing of Sweden's large butterflies, Macrolepidoptera.[3]
- Svensk spindelfauna. 3. Egentliga spindlar. Araneae. Fam. 1-4. Salticidae, Thomisidae, Philodromidae, och Eusparrassidae, 1944 – Swedish spider fauna. 3. Southwest spiders. Araneae. Families 1–4. Salticidae, Thomisidae, Philodromidae, and Eusparrassidae.
- Våra spindlar och hur man känner igen dem; illustrerad handbok, 1949 – Sweden's spiders and how to recognize them; illustrated guide.[4]